# Contea di Mason (Michigan)
La contea di Mason, in inglese Mason County, è una contea dello Stato del Michigan, negli Stati Uniti. La popolazione al censimento del 2000 era di 28 274 abitanti. Il capoluogo di contea è Ludington.